# Kultura Thule

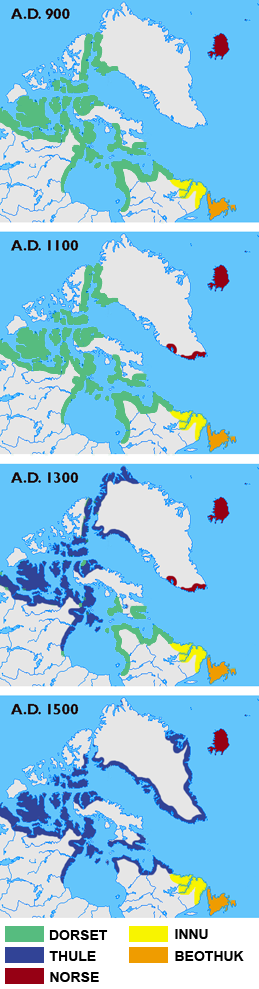
Mapa rozmieszczenia kultur arktycznych od 900 do 1500 roku

Kultura Thule – kultura pierwszych mieszkańców tundry arktycznej, którzy osiedlili się na Alasce, w pobliżu Cieśniny Beringa. Byli oni przodkami współczesnych Inuitów.

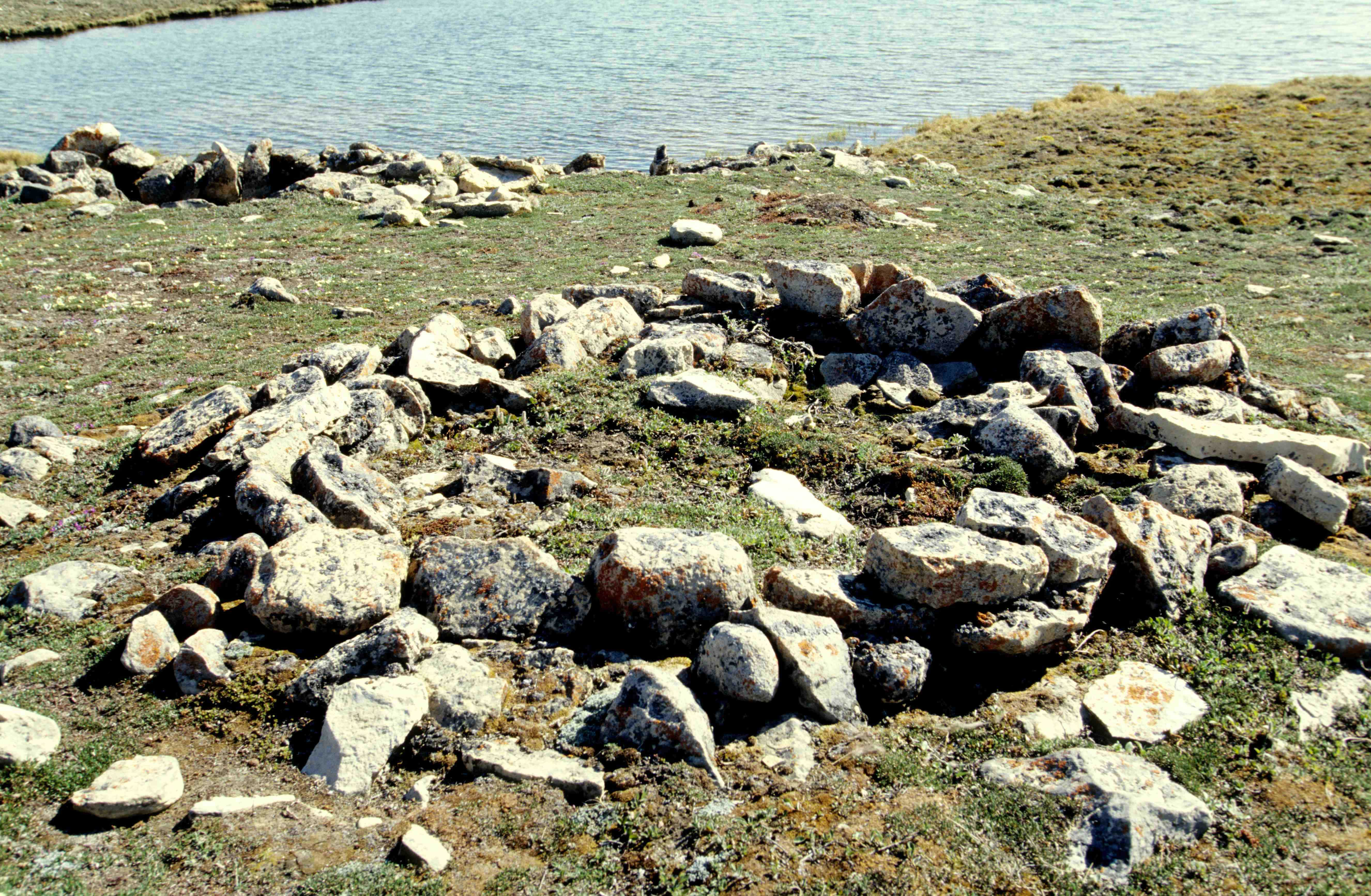
Pozostałości po kulturze Thule

Pierwsze plemiona polowały na woły piżmowe, nie korzystając jeszcze z zasobów morza. Stopniowo ludy te zostały zastąpione przez inne, które również żyły wokół Cieśniny Beringa. Największe ich skupisko znajdowało się na Wyspie Św. Wawrzyńca. Ludzie ci polowali na zwierzęta lądowe oraz na wieloryby i foki. Budowali duże łodzie pokryte skórą morsów lub fok, dzięki czemu mogli polować m.in. na krach. Wykonywali także sanie, by móc przemieszczać się po pokrytym śniegiem lodzie. Zimą mieszkali w niskich połowicznie zakopanych domach, których dachy umacniano kośćmi wielorybów. Stopniowo rozprzestrzenili się od Alaski po Grenlandię.